# 鄭捷
鄭捷（1993年4月3日—2016年5月10日），新北市板橋區台灣閩南人，為台灣死刑犯。2014年在臺北捷運車廂犯下隨機殺人事件，造成4人死亡、24人受傷；最高法院以殺人罪判其4個死刑，另增加144年又6個月的有期徒刑。2016年5月10日，槍決伏法。

## 求學時期
鄭捷曾就讀於臺北市國語實驗國民小學、臺北市立弘道國民中學，家中經濟優渥，父母以進口的名貴轎車代步。少年時，鄭捷曾學習跆拳道四年，獲黑帶二段資格。鄭捷的跆拳道教練受訪表示他小時候身材瘦削、表現同於其他孩子，下課後會留下來陪伴弟弟玩耍並等待父母的車子接送返家；該教授評論認為鄭捷就是一般的小孩，快樂、喜歡玩耍且有榮譽感，因其家庭教育出現問題，父母對子女疏於關心使其產生改變。
媒體報導鄭捷就讀於國中時，人際關係頗佳，曾擔任班長和班代表等幹部；直至國中到大學期間，友人每次與鄭捷聚會時，鄭捷會講述自己的殺人計劃，且遊戲聊天室也有人表示鄭捷常提及自己要前往捷運殺人，未料最後成真。
之後，鄭捷考取新北市立板橋高級中學就讀，並於2008年9月就讀高中一年級時，開始在網站「無名小站」開設個人部落格撰寫網誌，他僅提供網誌的密碼給自己認可的同學登入閱覽。新北市立板橋高級中學校方受訪評論表示，鄭捷為2011年的65屆17班畢業校友，在校表現正常，個性活潑、愛搞怪，也能配合班上籃球隊、合唱團等活動，沒有任何懲處或輔導紀錄，因打掃認真與週記寫作優良被記嘉獎；而鄭捷就讀高中時的陳姓女導師在接獲其犯案消息時，表示自己相當驚訝難過，難以相信自己的學生成為殺人兇手。
鄭捷高中同學表示鄭就讀高中時期，成績在班上屬前段，平常會和同學互動搞笑、頗受歡迎；他喜歡小說《大逃殺》，上課時常在作業本撰寫殺人小說、故事，至少寫出十幾則，內容多半談及上百人被帶到如廢棄的教室或車站等密閉空間殺害。此外，媒體報導鄭捷畢業前在畢業紀念冊寫下「我沒有放火燒我家」的留言。

## 大學生活
高中畢業後，鄭捷就讀國防大學理工學院動力及系統工程學系；至2013年6月、於大學二年級下學期，他因該學期超過二分之一的學分未取得而遭學校退學，並於同年9月經由轉學考進入臺中東海大學環境工程學系二年級就讀。2014年的學校寒假時，鄭捷再次報考外校轉學考，欲轉入自己較有興趣的中國文學系，未能考取。
對於這段期間的經歷，鄭捷父母曾向警方表示，他們認為鄭捷在就讀高中時個性活潑，直至被國防大學退學後性格轉變。鄭捷父親的同事表示鄭父就讀工科出身，並投入親戚的家族事業工作，因此規劃身為長子的鄭捷就讀理工科，而鄭捷從小對文字和語言有興趣，在考進國防大學理工科後因沒有興趣，荒廢課業遭到退學；該名父親的同事另表示自己亦曾聽聞鄭捷原先打算轉讀其他學校的中文系或外文系，遭家中反對，由於家長堅持，鄭捷再考取東海大學環境工程學系，由於他對理工學科沒興趣、感到不快樂，自此沉迷網路或撰寫奇幻小說，成為他在現實生活讓自己獲得存在感的方式。
鄭捷於東海大學就讀時，大多時間都待在家裡，沒有女朋友，平時未有太多活動，除了上學之外鮮少和朋友往來，每個月的手機通話費僅約新台幣三百多元，唯一的喜好是打電玩。鄭捷父母對媒體表示，鄭捷喜歡玩殺人與格鬥類的游戏，而他在接受警方偵訊時則表示自己喜歡玩的遊戲是《英雄聯盟》與《神魔之塔》，均非殺人格鬥類型的電玩；遊戲《英雄聯盟》的台灣代理商對此發出聲明稿表示，自家遊戲與鄭捷的行兇動機無關，而《神魔之塔》的公司也聲明該產品為「轉珠遊戲」，與鄭犯下的案件亦無關。

## 犯案
2014年5月22日，和鄭捷在東海大學同寢室居住九個月的室友王姓學生在接受校方約談時表示：5月21日13時許，自己與另名室友曾撥打手機給鄭捷邀約吃飯，鄭當時簡短回應「人在台中市區，沒法一起吃飯」，即結束通話；王姓學生於同日16時許再次撥打鄭的手機，手機未聯通，當時即為鄭的犯案時間。王姓學生表示自己每天與鄭捷相處，覺得他是一個脾氣很好的人，由於自己從未看過鄭生氣憤怒，因此對於鄭犯下案件感到訝異。
鄭捷就讀的東海大學於案發後發出聲明表示：「不管如何，鄭生永遠是我們的家人。是我們不夠愛他。」

## 犯案後
鄭捷犯案後，臺灣新北地方法院對其判處四個死刑。法院的一審判決書中提及鄭捷曾於網站無名小站以自傳方式寫下其立誓殺人之始末，內容包含自己為何殺人，並模擬他在台北的街頭和捷運月台上大規模屠殺。鄭捷在網誌《源頭》中自述，自己是「男生們的大哥」，國小時每天毆打女生「揍得很爽」，而班上有兩個自己無法招惹的女同學，因此他發誓自己長大後將殺害她們；長大後，鄭捷認為自己對於兒時的誓言「既然發了，就要對自己守信」，並誓言自己若未殺害兩位女同學將遭遇兩種後果，其一為「43歲時自己人間蒸發」，另一個則為「搞一場大屠殺」，以尋得兩女下落。之後，鄭捷撰寫的網誌內容開始圍繞其構思的殺人劇情：他在文章《台北夜殺》描述自己幻想的殺人場景，包括「雙足踹人月台落，捷運爆頭軌道成血泊」；於《仇》中則寫道「抓到妳，我將不是人類，每天灌妳強酸強鹼」。鄭捷在接連遭國防大學退學、轉至東海大學後課業亦不如意並遭舉報的情況下，興起犯案念頭並犯下此案。
鄭捷在死刑宣判前，表示希望有人帶漫畫前往其關押的臺北看守所探監，而鄭的父母會不定期寄送零用錢給他，也囑託親戚協助送去鹹酥雞、芭蕉等鄭捷喜愛的食物以及漫畫，並購買掌上型電視，讓鄭捷可以看動畫和新聞打發時間；當鄭捷表示「北所的水不好喝」，其父母也會買瓶裝水寄給他，盡力滿足其需求。其他收容人與所方人員對此戲稱鄭捷彷彿身處夏令營。

## 處決
2016年5月10日，時任法務部長羅瑩雪簽署對鄭捷的死刑執行命令。當日20時47分，鄭捷在臺北監獄臺北刑場（址在土城看守所）被執行槍決。行刑前，其僅要求飲水，其家人也未出面，律師團表示執行前並未通知家屬及委任律師，也來不及聲請非常上訴及再審。當日21時11分，其被確認死亡。處刑後，其遺體由家屬領走，未按往例送至板橋殯儀館。5月13日，其遺體在桃園市中壢區殯葬服務所羽昇館火化。

## 影響
2015年7月20日晚上十點許，新北市三峽區某路口發生隨機砍殺事件。事後有被害者用鄭捷比喻隨機殺人犯。
2024年5月21日，正值鄭捷殺人案十週年，台中捷運發生隨機傷人事件，造成3人受傷送醫。